# حرب الاستقلال الأرجنتينية
حرب الاستقلال الأرجنتينية وهي حرب نشئت بين الثوار الأرجنتينيين وبين الإمبراطورية الإسبانية بين عام 1810-1818 وانتهت هذه الثورة بإعلان استقلال الأرجنتين كدولة منفصلة عن إسبانيا وقاد هذه الثورة كل من مانويل بيلغرانو وخوان خوسيه كاستيلي وخوسيه دي سان مارتين وكانت هذه الحرب أول حرب من أجل الاستقلال في أمريكا الجنوبية وأمريكا اللاتينية وثاني حرب للإستقلال في العالم الجديد بعد حرب الاستقلال الأمريكية. في 9 يوليو من عام 1816، انعقد مجلس في سان ميغيل دي توكومان، وقام بإعلان الاستقلال الكامل مع وضع أحكام لدستور وطني.

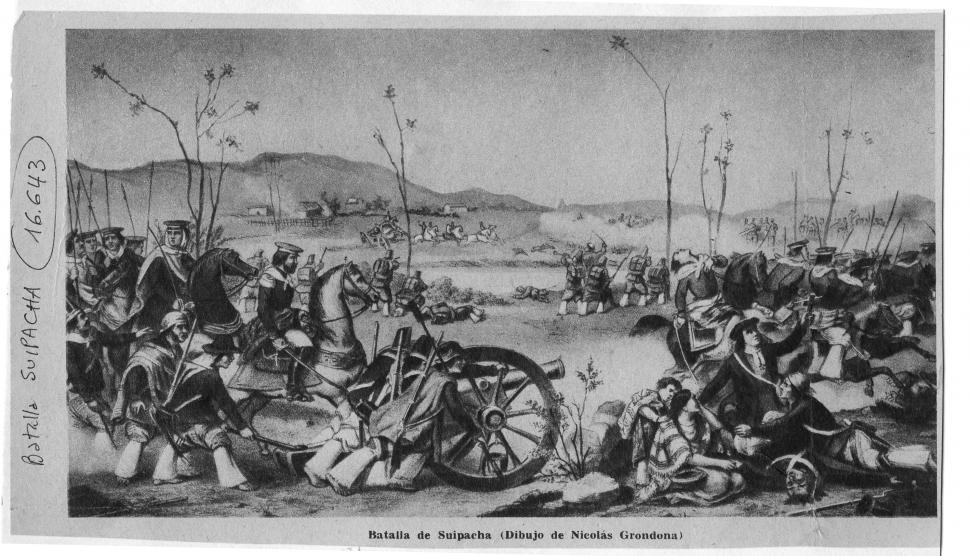
معركه سويباشا

## الخلفية
كانت المنطقة التي تسمى الأرجنتين في يومنا جزءًا من ملكية ريو دي لا بلاتا الإسبانية البديلة، وعاصمتها بوينس آيرس مقرًا لحكم نائب الملك الإسباني. وكذلك كانت مناطق الأوروغواي وباراغواي وبوليفيا الحالية جزءًا من الملكية البديلة هي الأخرى، وبدأت نضالها من أجل تحقيق الحكم الذاتي خلال النزاع، لتصبح دولًا مستقلة بعد ذلك. نظرًا إلى مساحة المنطقة الشاسعة وبطء المواصلات، كانت معظم المناطق المأهولة منعزلة عن بعضها بعضًا. وكانت أكثر مناطق الملكية البديلة ثراءً تقع في بيرو العليا (التابعة لبوليفيا في يومنا). كان ارتباط مدينتي سالتا وقرطبة الأرجنتينيتين أوثق ببيرو العليا مما هو مع بوينس آيرس. وبالطريقة نفسها، جمعت مدينة مندوزا في الغرب روابط أوثق بالرئاسة العامة لتشيلي، رغم أن سلسلة جبال الأنديز كانت تشكل حاجزًا طبيعيًا. لقد كانت لمدينتي بوينس آيرس ومونتفيدو الواقعتين في حوض ريو دي لا بلاتا، واللتين كان بينهما خصومة محلية، منافذ بحرية سمحت لهما بالتواصل مع الأفكار الأوروبية والتطور الاقتصادي أكثر مما كان متاحًا للمناطق الداخلية. بينما كانت باراغواي معزولة عن كل المناطق الأخرى.
في الهيكلية السياسية، شغل معظم مناصب السلطة أشخاص عُينوا عن طريق الملكية الإسبانية، ومعظمهم إسبان من أوروبا، كانوا يُعرفون كذلك باسم «شبه الجزيريين»، ولم يُعنوا كثيرًا بالمشاكل والمصالح الأمريكية. وقد أدى ذلك إلى نشوء خصومة متنامية بين الكريول (Criollos)، وهم بيض بشرة وُلدوا في أمريكا اللاتينية، وبين شبه الجزيريين، وهم إسبان جاؤوا من أوروبا. ورغم أنّ الطرفين كانا يُعتبران من الإسبان، ولم يكن ثمة فروق قانونية بين الكريول وشبه الجزيريين، فقد اعتقد معظم الكريول أن شبه الجزيريين يتمتعون بنفوذ وتأثير مفرط في المسائل السياسية. وكانت أفكار الثورتين الأمريكية والفرنسية، إلى جانب عصر التنوير، عناصر ساهمت في تعزيز رغبات بإحداث تغيير اجتماعي وسط الكريول. وعلاوة على ذلك، كان للحظر الكامل الذي طبقته إسبانيا على التجارة مع بقية الدول أثر مدمر على اقتصاد الملكية البديلة.
كان سكان بوينس آيرس قد زُودوا بالكثير من الوسائل الدفاعية خلال الغزو البريطاني لريو دي لا بلاتا، الذي حدث في خضم الحرب الأنجلو-إسبانية. ووقعت بوينس آيرس تحت الاحتلال في عام 1806، ثم حُررت على يد سانتياغو دي لينييرس برفقة قوات من مونتفيدو. وخشيةَ هجوم معاكس، نُظّم كل سكان بوينس آيرس القادرين على حمل السلاح في كيانات عسكرية، ومن بينهم العبيد. واستولى هجوم بريطاني جديد في عام 1807 على مونتفيدو، لكنه دُحر في بوينس آيرس، وأُرغِم البريطانيون على مغادرة الملكية البديلة. وقد عُزل نائب الملك رافائيل دي سوبريمونتي بنجاح على يد الكريول خلال النزاع الدائر، وأصبح فوج النبلاء قوة عالية التأثير في السياسة المحلية، حتى بعد زوال التهديد البريطاني.
وقد أثار نقل البلاط البرتغالي إلى البرازيل مخاوف عسكرية، إذ كان يُخشى أن يقدم البريطانيون على شن هجوم ثالث، بالتحالف هذه المرة مع البرتغال. غير أنه لم يحدث أي نزاع عسكري، إذ تحولت بريطانيا والبرتغال مع اندلاع حرب الاستقلال الإسبانية إلى التحالف مع إسبانيا في مواجهة فرنسا. وحين أُسر الملك الإسباني فيرناندو السابع، سعت أخته كارلوتا خواكينا لبلوغ سدة الحكم في الأمريكيتين بوصفها قائمة بالوصاية على العرش، لكن شيئًا من ذلك لم يُكتب له النجاح بسبب عدم مساندة الأمريكيين الإسبان أو البريطانيين لها. وقد أنشأ فرانسيسكو خافيير دي إيليو مجلسًا حاكمًا في مونتفيدو وسعى مارتين دي ألزاغا إلى إجراء خطوة مشابهة عن طريق تنظيم تمرد في بوينس آيرس، بيد أن القوات العسكرية المحلية تدخلت وأجهضته. وعينت إسبانيا نائب ملك جديد، هو بالتاسار هيدالغو دي سيسنيروس، فسلمه لينييرس الحكم دون مقاومة تذكر، بالرغم من اقتراحات القوات المسلحة بنبذه.

### الثورة
ازداد تردي أحوال النزاع العسكري في إسبانيا بحلول عام 1810، فكانت مدينة إشبيلية قد تعرضت لغزو القوات الفرنسية، التي كانت تبسط سيطرتها أساسًا على معظم شبه الجزيرة الإيبيرية. عُزل مجلس إشبيلية الحاكم وسُحب منه الاعتراف الرسمي، ففر العديد من أعضائه إلى كاديز، آخر منطقة كانت ما تزال تقاوم من الأراضي الإسبانية. أسس هؤلاء الأعضاء مجلس وصاية على العرش، سادته نزعات سياسية أقرب إلى الملكية المطلقة من المجلس الحاكم السابق. ولقد أدى هذا إلى اندلاع ثورة مايو في بوينس آيرس حالما وصلت إليها الأنباء. لقد رأى العديد من المواطنين أن سيسنيروس، الذي عُين من قبل المجلس الحاكم المعزول، لم يعد يملك الحق بمتابعة الحكم، فطالبوا بالدعوة إلى عقد اجتماع «كابيلدو» مفتوح للتداول في مصير الحكومة المحلية. قدم الجيش دعمه للمطلب، مجبرًا بذلك سيسنيروس على الموافقة. دار النقاش حول خلع نائب الملك سيسنيروس واستبداله بمجلس حاكم، لكن الـ«كابيلدو» سعى إلى إبقاء سيسنيروس على رأس السلطة من خلال تعيينه رئيسًا لمثل هذا المجلس الحاكم. ونشأت عن ذلك المزيد من الاحتجاجات، مما حدا بالمجلس الحاكم إلى الاستقالة الفورية. ولقد استُعيض عنه بمجلس جديد، هو المجلس الحاكم الأول.
طالبت بوينس آيرس بقية المدن في الملكية البديلة بأن تعترف بالمجلس الحاكم الجديد وترسل مندوبين عنها. لم يكن واضحًا آنذاك إذا ما كان الهدف الحقيقي وراء أولئك المندوبين هو الانضمام إلى المجلس الحاكم أم تشكيل هيئة تشريعية، مما ولّد خلافات سياسية لاحقًا. ووجه المجلس الحاكم أول الأمر بمقاومة من كل المناطق الرئيسية الموجودة حول بوينس آيرس: قرطبة ومونتفيدو وباراغواي وبيرو العليا. وقد خرج سانتياغو دي لينييرس من عزلته في قرطبة لينظم جيشًا بهدف السيطرة على بوينس آيرس، وكانت مونتفيدو تتمتع بتفوق بحري عليها، وكان فينسينتي نييتو هو من ينظم العمليات في بيرو العليا. اقترح نييتو على خوسيه فرناردو دي أباسكال إيه سوسا، نائب الملك في ملكية بيرو البديلة في الشمال، أن يُلحق بيرو العليا إليها. كان يعتقد أن من السهل كبح الثروة في بوينس آيرس، قبل الشروع بهجوم دفاعي.
أُعلنت بوينس آيرس مدينة خارجة عن السيطرة من قبل مجلس الوصاية على العرش، مما أفضى إلى تعيين مونتفيدو عاصمة لملكية ريو دي لا بلاتا البديلة، وتعيين فرانسيسكو خافيير دي إيليو نائب الملك الجديد. ومع ذلك، لم تحمل ثورة مايو نزعة انفصالية منذ بدايتها. دعم الوطنيون شرعية المجالس الحاكمة في الأمريكيتين، بينما ساند مؤيدو الملكية مجلس الوصاية على العرش بدلًا من ذلك؛ وكان الطرفان يتصرفان بالنيابة عن فيرناندو السابع. وكان جميعهم يرون، وفقًا لمبدأ ارتداد السلطة للشعب، أن السلطة تعود إلى الشعب في غياب الملك المحق، مما يخول الشعب إلى تعيين قادته بنفسه. بيد أنهم لم يتفقوا حول هوية ذلك الشعب، والمنطقة التي تملك السلطة. رأى مؤيدو الملكية أن المبدأ ينطبق على الشعب في إسبانيا الأوروبية، الذي يمتلك الحق بسيادة كامل الإمبراطورية الإسبانية، في حين رأى قادة ثورة مايو أنه ينطبق على كل عواصم الممالك الإسبانية. وقاد خوسيه خيرفاسيو أرتيغاس رؤية ثالثة: أن المبدأ ينطبق على كل المناطق، التي يجب أن تبقى متحدة تحت نظام كونفدرالي. وقد تنازعت المجموعات الثلاث فيما بينها، غير أن الخلاف حول التنظيم الوطني للأرجنتين (بين أن يكون مركزيًا أو كونفدراليًا) استمر في الحرب الأهلية الأرجنتينية، لعدة سنوات تلت نهاية حرب الاستقلال.

## انظر ایضا
- حرب الاستقلال التشيلية